# Rally van Monte Carlo 2012
De Rally van Monte Carlo 2012, formeel 80ème Rallye Automobile de Monte-Carlo, was de 80e editie van de Rally van Monte Carlo en de eerste ronde van het wereldkampioenschap rally in 2012. Het was de 494e rally in het wereldkampioenschap rally die georganiseerd wordt door de Fédération Internationale de l'Automobile (FIA). De start was in Valence en de finish in Monte Carlo.

## Verslag
Voor het eerst in drie jaar keerde Monte Carlo terug op de kalender van het WK rally. Regerend wereldkampioen Sébastien Loeb bewees wederom heer en meester te zijn in het klassieke evenement en greep er naar een niet al te zwaar bevochten zesde overwinning toe. Ford-rijder Jari-Matti Latvala leek even een vuist te kunnen maken toen hij in de openingsfase de leiding op zich nam, maar zijn flitsende start strandde al snel met een ongeluk in ijzige condities op de vierde klassementsproef. De strijd om de tweede plaats bleek uiteindelijk intenser en werd uitgevochten door Mini's Daniel Sordo en de nieuwe aanwinst van Ford in de persoon van Petter Solberg, terwijl ook Mikko Hirvonen in zijn nieuwe rol als steunpilaar voor Loeb bij Citroën even deel uitmaakte van dit gevecht. Een verkeerde bandenkeuze van Solberg tijdens de derde etappe gaf de doorslag voor Sordo's uiteindelijke tweede plaats, met Solberg die  in zijn terugkeer als fabrieksrijder verdienstelijk het podium compleet zou maken op plaats drie.

## Programma
| Etappe | Datum                | Klassementsproeven | Competitieve afstand |
| ------ | -------------------- | ------------------ | -------------------- |
| 1      | Woensdag 18 januari  | 4                  | 134,70 kilometer     |
| 2      | Donderdag 19 januari | 6                  | 131,76 kilometer     |
| 3      | Vrijdag 20 januari   | 3                  | 77,30 kilometer      |
| 4      | Zaterdag 21 januari  | 4                  | 84,44 kilometer      |
| 5      | Zondag 22 januari    | 1                  | 5,16 kilometer       |
|        |                      |                    |                      |
| Totaal | Totaal               | 18                 | 433,36 kilometer     |

## Resultaten
| Algemene top tien | Algemene top tien | Algemene top tien        | Algemene top tien               | Algemene top tien | Algemene top tien | Algemene top tien | Algemene top tien |
| Pos.              | #                 | Rijder                   | Auto                            | Gr/kl             | Tijd              | Eerste            | Punten            |
| Pos.              | #                 | Navigator                | Inschrijving                    | C                 | Straftijd         | Vorige            | Punten            |
| ----------------- | ----------------- | ------------------------ | ------------------------------- | ----------------- | ----------------- | ----------------- | ----------------- |
| 1.                | 1                 | Sébastien Loeb           | Citroen DS3 WRC                 | WRC               | 4:32:39,9         | 0:00              | 25 + 3            |
| 1.                | 1                 | Daniel Elena             | Citroën Total World Rally Team  | C                 |                   | =                 | 25 + 3            |
| 2.                | 37                | Daniel Sordo             | Mini John Cooper Works WRC      | WRC               | 4:35:25,4         | + 2:45,5          | 18                |
| 2.                | 37                | Carlos del Barrio        | Mini WRC Team                   | C                 |                   | + 2:45,5          | 18                |
| 3.                | 4                 | Petter Solberg           | Ford Fiesta RS WRC              | WRC               | 4:35:54,1         | + 3:14,2          | 15                |
| 3.                | 4                 | Chris Patterson          | Ford World Rally Team           | C                 |                   | + 28,7            | 15                |
| 4.                | 2                 | Mikko Hirvonen           | Citroën DS3 WRC                 | WRC               | 4:36:46,7         | + 4:06,8          | 12 + 2            |
| 4.                | 2                 | Jarmo Lehtinen           | Citroën Total World Rally Team  | C                 |                   | + 52,6            | 12 + 2            |
| 5.                | 6                 | Jevgeni Novikov          | Ford Fiesta RS WRC              | WRC               | 4:38:43,3         | + 6:03,4          | 10 + 1            |
| 5.                | 6                 | Denis Giraudet           | M-Sport Ford World Rally Team   | C                 |                   | + 1:56,6          | 10 + 1            |
| 6.                | 8                 | François Delecour        | Ford Fiesta RS WRC              | WRC               | 4:40:27,8         | + 7:47,9          | 8                 |
| 6.                | 8                 | Dominique Savignoni      | M-Sport Ford World Rally Team   | WRC               |                   | + 1:44,5          | 8                 |
| 7.                | 52                | Pierre Campana           | Mini John Cooper Works WRC      | WRC               | 4:41:11,3         | + 8:31,4          | 6                 |
| 7.                | 52                | Sabrina de Castelli      | Mini WRC Team                   | C                 |                   | + 43,5            | 6                 |
| 8.                | 5                 | Ott Tänak                | Ford Fiesta RS WRC              | WRC               | 4:43:14,5         | + 10:34,6         | 4                 |
| 8.                | 5                 | Kuldar Sikk              | M-Sport Ford World Rally Team   | C                 |                   | + 2:03,2          | 4                 |
| 9.                | 21                | Martin Prokop            | Ford Fiesta RS WRC              | WRC               | 4:48:50,6         | + 16:10,7         | 2                 |
| 9.                | 21                | Zdeněk Hrůza             | Czech Ford National Team        | WRC               |                   | + 5:36,1          | 2                 |
| 10.               | 12                | Armindo Araújo           | Mini John Cooper Works WRC      | WRC               | 4:48:56,5         | + 16:16,6         | 1                 |
| 10.               | 12                | Miguel Ramalho           | Armindo Araújo World Rally Team | WRC               |                   | + 5,9             | 1                 |
| DNF top tien      |                   |                          |                                 |                   |                   |                   |                   |
| Pos.              | #                 | Rijder                   | Auto                            | Gr/kl             | KP                | Reden             | Reden             |
| Pos.              | #                 | Navigator                | Inschrijving                    | C                 | KP                | Reden             | Reden             |
| DNF               | 3                 | Jari-Matti Latvala       | Ford Fiesta RS WRC              | WRC               | 4                 | Ongeluk           | Ongeluk           |
| DNF               | 3                 | Miikka Anttila           | Ford World Rally Team           | C                 | 4                 | Ongeluk           | Ongeluk           |
| DNF               | 11                | Peter van Merksteijn sr. | Citroën DS3 WRC                 | WRC               | 5                 | Mechanisch        | Mechanisch        |
| DNF               | 11                | Eddy Chevaillier         | Van Merksteijn Motorsport       | WRC               | 5                 | Mechanisch        | Mechanisch        |
| DNF               | 15                | Sébastien Ogier          | Škoda Fabia S2000               | 2                 | 10                | Ongeluk           | Ongeluk           |
| DNF               | 15                | Julien Ingrassia         | Volkswagen Motorsport           | 2                 | 10                | Ongeluk           | Ongeluk           |
| DNF               | 18                | Ari Laivola              | Peugeot 207 S2000               | 2                 | 8                 | Mechanisch        | Mechanisch        |
| DNF               | 18                | Kari Mustalahti          | Ari Laivola                     | 2                 | 8                 | Mechanisch        | Mechanisch        |
| DNF               | 20                | Mathieu Arzeno           | Peugeot 207 S2000               | 2                 | 4                 | Ongeluk           | Ongeluk           |
| DNF               | 20                | Renaud Jamoul            | Team Sainteloc Racing           | 2                 | 4                 | Ongeluk           | Ongeluk           |
| DNF               | 23                | Thierry Neuville         | Citroën DS3 WRC                 | WRC               | 4                 | Wiel afgebroken   | Wiel afgebroken   |
| DNF               | 23                | Nicolas Gilsoul          | Citroën Junior Team             | WRC               | 4                 | Wiel afgebroken   | Wiel afgebroken   |
| DNF               | 26                | Antonio Galli            | Mitsubishi Lancer Evo IX        | 3                 | 2                 | Mechanisch        | Mechanisch        |
| DNF               | 26                | Marco Vozzo              | Antonio Galli                   | 3                 | 2                 | Mechanisch        | Mechanisch        |
| DNF               | 28                | Miguel Baudouin          | Mitsubishi Lancer Evo X         | 3                 | 10                | Mechanisch        | Mechanisch        |
| DNF               | 28                | Eric Pommaret            | Miguel Baudouin                 | 3                 | 10                | Mechanisch        | Mechanisch        |
| DNF               | 29                | Laurent Nicolas          | Mitsubishi Lancer Evo X         | 3                 | 5                 | Over tijd limiet  | Over tijd limiet  |
| DNF               | 29                | Patrice Mallet           | Laurent Nicolas                 | 3                 | 5                 | Over tijd limiet  | Over tijd limiet  |
| DNF               | 33                | Per-Gunnar Andersson     | Proton Satria Neo S2000         | 2                 | 16                | Brand             | Brand             |
| DNF               | 33                | Emil Axelsson            | Proton Motorsport               | 2                 | 16                | Brand             | Brand             |

| SWRC top drie | SWRC top drie     | SWRC top drie |
| Pos.          | Rijder            | Pnt.          |
| ------------- | ----------------- | ------------- |
| 1             | Craig Breen       | 25            |
| 2             | geen              | 18            |
| 3             | geen              | 15            |
| PWRC top drie |                   |               |
| Pos.          | Rijder            | Pnt.          |
| 1             | Michał Kościuszko | 25            |
| 2             | Louise Cook       | 18            |
| 3             | geen              | 15            |

## Statistieken

#### Klassementsproeven
| Etappe | Datum      | KP | Starttijd | Naam                                                     | Lengte    | Snelste rijder     | Tijd    | Gem. snelheid | Rallyleider        |
| ------ | ---------- | -- | --------- | -------------------------------------------------------- | --------- | ------------------ | ------- | ------------- | ------------------ |
| 1      | 18 januari | 1  | 9:03      | Le Moulinon - Antraigues 1                               | 36,87 km  | Sébastien Loeb     | 24:04,0 | 91,92 km/u    | Sébastien Loeb     |
| 1      | 18 januari | 2  | 10:21     | Burzet - Saint-Martial 1                                 | 30,48 km  | Jari-Matti Latvala | 21:28,2 | 85,18 km/u    | Jari-Matti Latvala |
| 1      | 18 januari | 3  | 14:21     | Le Moulinon - Antraigues 2                               | 36,87 km  | Sébastien Loeb     | 23:47,0 | 93,01 km/u    | Jari-Matti Latvala |
| 1      | 18 januari | 4  | 15:39     | Burzet - Saint-Martial 2                                 | 30,48 km  | Sébastien Loeb     | 20:18,2 | 90,07 km/u    | Sébastien Loeb     |
|        |            |    |           |                                                          |           |                    |         |               | Sébastien Loeb     |
| 2      | 19 januari | 5  | 9:33      | Labatie d'Andaure - Lalouvesc 1                          | 19,00 km  | Sébastien Loeb     | 11:22,5 | 100,22 km/u   | Sébastien Loeb     |
| 2      | 19 januari | 6  | 10:14     | Saint-Bonnet - Saint-Julien Molhesabate - Saint-Bonnet 1 | 25,22 km  | Sébastien Loeb     | 12:37,7 | 119,83 km/u   | Sébastien Loeb     |
| 2      | 19 januari | 7  | 11:37     | Lamastre - Gilhoc - Alboussiere 1                        | 21,66 km  | Sébastien Loeb     | 13:41,8 | 94,88 km/u    | Sébastien Loeb     |
| 2      | 19 januari | 8  | 14:50     | Labatie d'Andaure - Lalouvesc 2                          | 19,00 ;km | Daniel Sordo       | 11:14,9 | 101,35 km/u   | Sébastien Loeb     |
| 2      | 19 januari | 9  | 15:31     | Saint-Bonnet - Saint-Julien Molhesabate - Saint-Bonnet 2 | 25,22 km  | Sébastien Loeb     | 12:29,6 | 121,12 km/u   | Sébastien Loeb     |
| 2      | 19 januari | 10 | 16:54     | Lamastre - Gilhoc - Alboussiere 2                        | 21,66 km  | Sébastien Loeb     | 14:00,1 | 92,76 km/u    | Sébastien Loeb     |
|        |            |    |           |                                                          |           |                    |         |               | Sébastien Loeb     |
| 3      | 20 januari | 11 | 10:02     | Saint-Jean-en-Royans - Font d'Urle                       | 23,28 km  | Petter Solberg     | 12:08,6 | 115,03 km/u   | Sébastien Loeb     |
| 3      | 20 januari | 12 | 10:43     | Cimetière de Vassieux - Col de Gaudissart                | 24,13 km  | Mikko Hirvonen     | 15:47,7 | 91,66 km/u    | Sébastien Loeb     |
| 3      | 20 januari | 12 | 15:11     | Montauban sur l'Ouveze - Eygalayes                       | 29,89 km  | Mikko Hirvonen     | 17:08,7 | 104,60 km/u   | Sébastien Loeb     |
|        |            |    |           |                                                          |           |                    |         |               | Sébastien Loeb     |
| 4      | 21 januari | 13 | 15:11     | Moulinet - La Bollène-Vésubie 1                          | 23,41 km  | Mikko Hirvonen     | 15:38,4 | 89,81 km/u    | Sébastien Loeb     |
| 4      | 21 januari | 14 | 15:54     | Lantosque - Lucéram 1                                    | 18,81 km  | Petter Solberg     | 12:57,0 | 87,15 km/u    | Sébastien Loeb     |
| 4      | 21 januari | 15 | 19:34     | Moulinet - La Bollène-Vésubie 2                          | 23,41 km  | Petter Solberg     | 15:45,5 | 89,13 km/u    | Sébastien Loeb     |
| 4      | 21 januari | 16 | 20:17     | Lantosque - Lucéram 2                                    | 18,81 km  | Petter Solberg     | 13:05,8 | 86,17 km/u    | Sébastien Loeb     |
|        |            |    |           |                                                          |           |                    |         |               | Sébastien Loeb     |
| 5      | 22 januari | 17 | 10:11     | Sainte-Agnès - Col de la Madone (PS)                     | 5,16 km   | Sébastien Loeb     | 3:27,8  | 89,39 km/u    | Sébastien Loeb     |

| KP overwinningen   | KP overwinningen |
| Rijder             | Aantal           |
| ------------------ | ---------------- |
| Sébastien Loeb     | 9                |
| Petter Solberg     | 4                |
| Mikko Hirvonen     | 3                |
| Jari-Matti Latvala | 1                |
| Daniel Sordo       | 1                |

#### Power Stage
- Extra punten werden verdeeld voor de drie beste tijden over de 5,16 kilometer lange Power Stage aan het einde van de rally.

| Pos. | Rijder          | Tijd   | Verschil | Gem. snelheid | Punten |
| ---- | --------------- | ------ | -------- | ------------- | ------ |
| 1.   | Sébastien Loeb  | 3:27,8 | =        | 89,39 km/u    | 3      |
| 2.   | Mikko Hirvonen  | 3:29,0 | + 1,2    | 88,88 km/u    | 2      |
| 3.   | Jevgeni Novikov | 3:30,4 | + 2,6    | 88,29 km/u    | 1      |

## Kampioenschap standen

#### Rijders
| Pos. | Rijder          | Pnt. |
| ---- | --------------- | ---- |
| 1    | Sébastien Loeb  | 28   |
| 2    | Daniel Sordo    | 18   |
| 3    | Petter Solberg  | 15   |
| 4    | Mikko Hirvonen  | 14   |
| 5    | Jevgeni Novikov | 11   |

#### Constructeurs
| Pos. | Constructeur                   | Pnt. |
| ---- | ------------------------------ | ---- |
| 1    | Citroën Total World Rally Team | 37   |
| 2    | Mini WRC Team                  | 26   |
| 3    | M-Sport Ford World Rally Team  | 16   |
| 4    | Ford World Rally Team          | 15   |

- Noot: Enkel de top 5-posities worden in beide standen weergegeven.